# 相模原麻溝公園
相模原麻溝公園（さがみはらあさみぞこうえん）は、神奈川県相模原市南区麻溝台にある都市公園。施設は相模原市が所有し、麻溝公園グループ運営共同企業体（公益財団法人相模原市まち・みどり公社）が指定管理者として運営管理を行っている。

## 概要
1985年11月17日に開園し、1992年に全国都市緑化フェアが開催された。敷地面積は21.3ヘクタール（平成26年4月現在）で、計画では45.3ヘクタールまで拡張を予定している。隣接した神奈川県立の相模原公園と一体として整備されており、両公園を合わせると開園面積は47.3ヘクタールにおよぶ。非常に大きな無料駐車場を完備し、無料の動物園とアスレチックがあり完全無料で一日遊べるため非常に人気があり、休日には子供連れの家族で大変賑わっている。公園の周辺には、相模原市立総合体育館や女子美術大学がある。

## 施設
- グリーンタワー相模原（展望台）
- 大花壇
- ふれあい動物広場
- センター広場
- 水の広場
- 子供の広場
- 芝生広場
- フィールドアスレチック
- 樹林広場
- 相模原ギオンスタジアム（競技場）
- 相模原ギオンフィールド（第二競技場）
- 相模原ギオンスポーツスクエア（多目的広場）

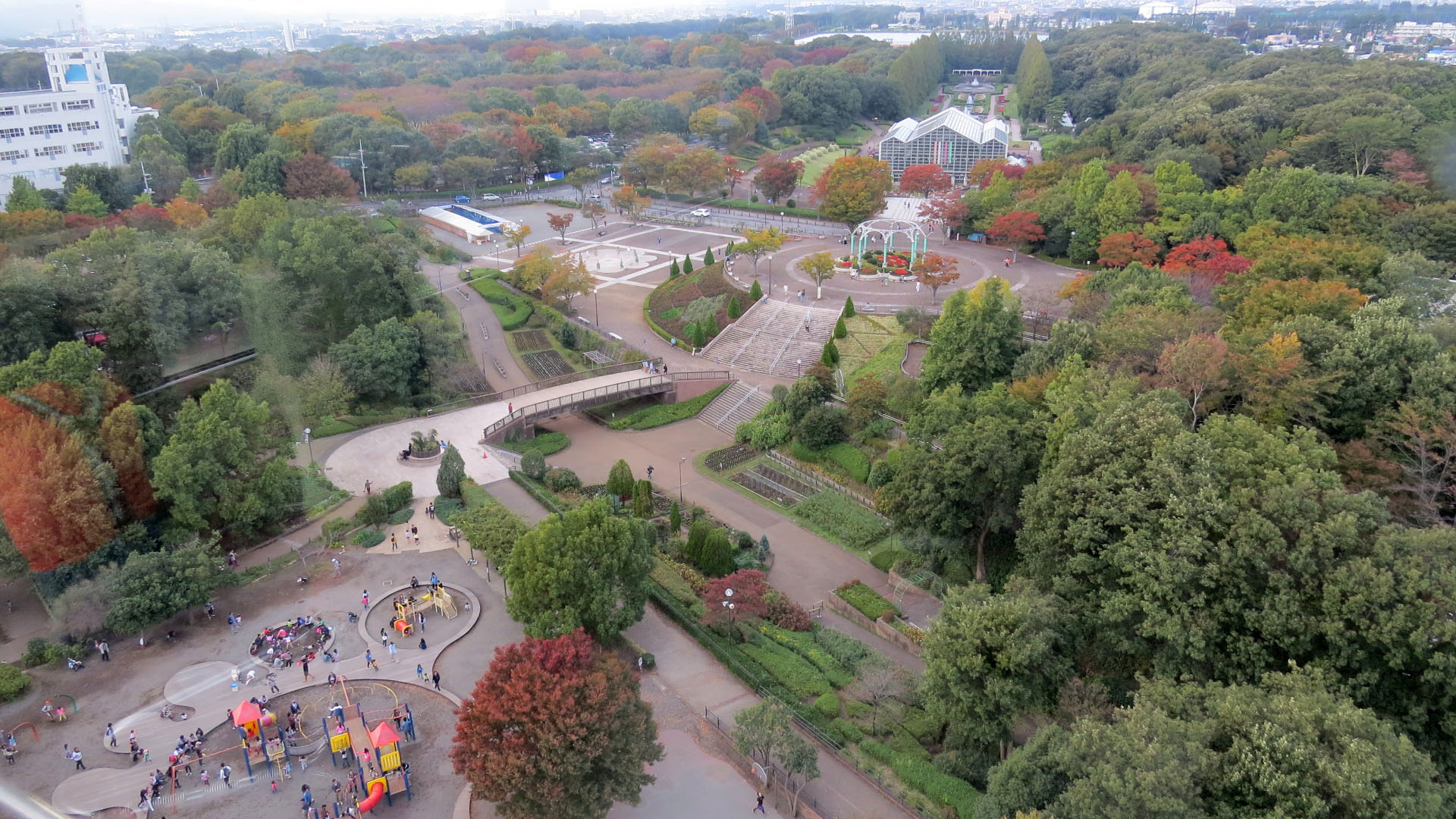
グリーンタワー展望台からの眺め
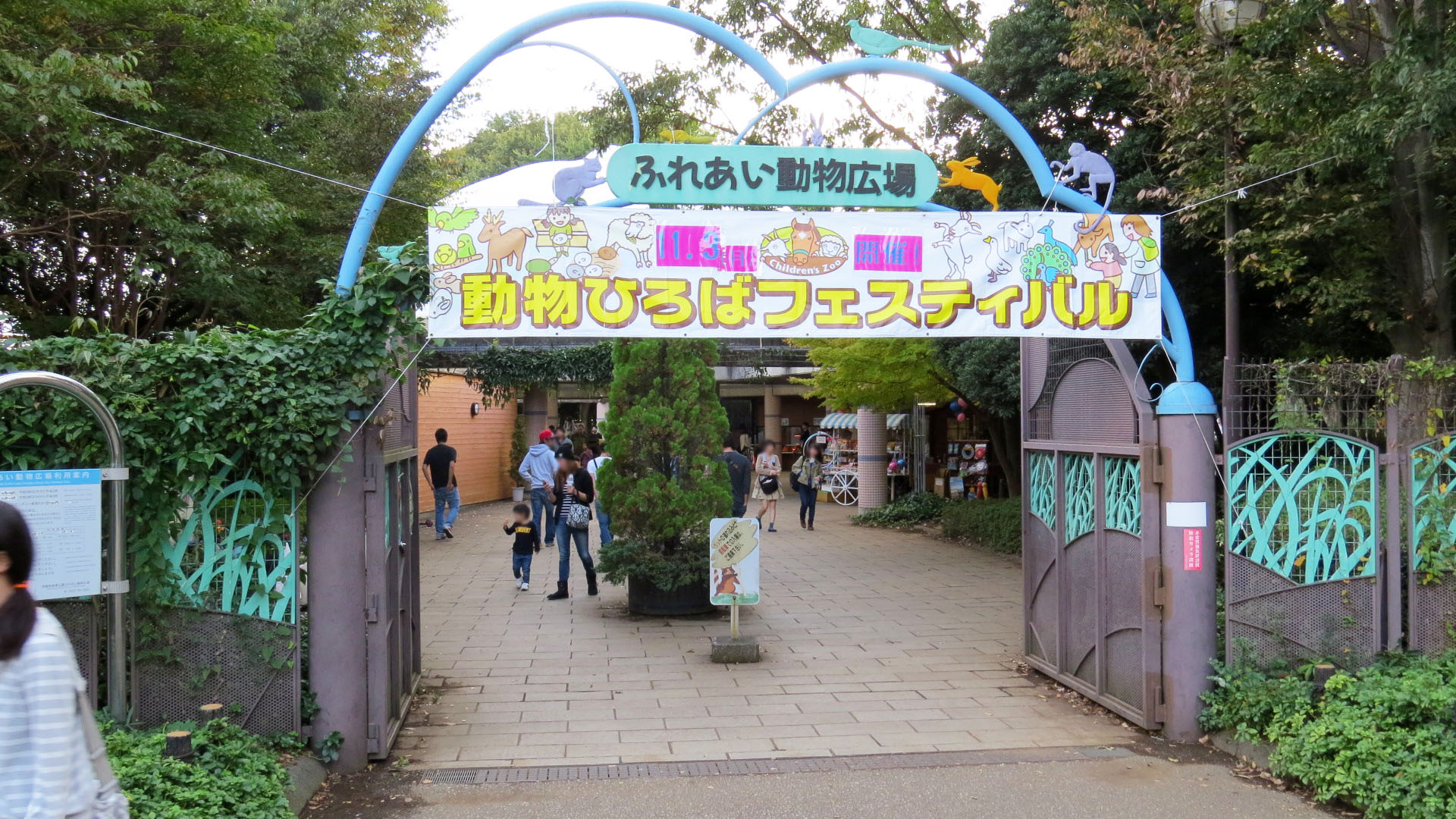
無料の動物園入口
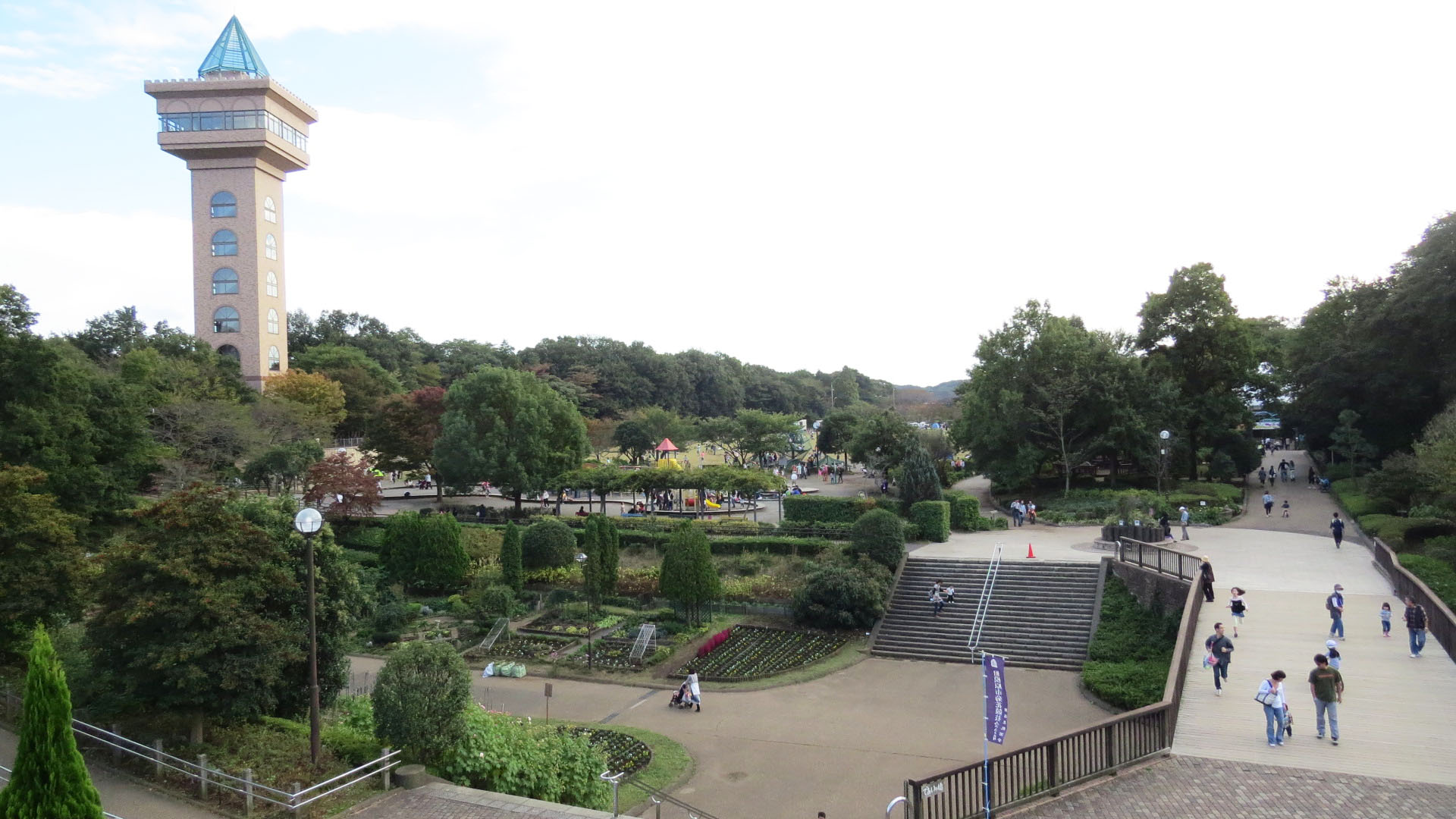
グリーンタワーとアスレチック
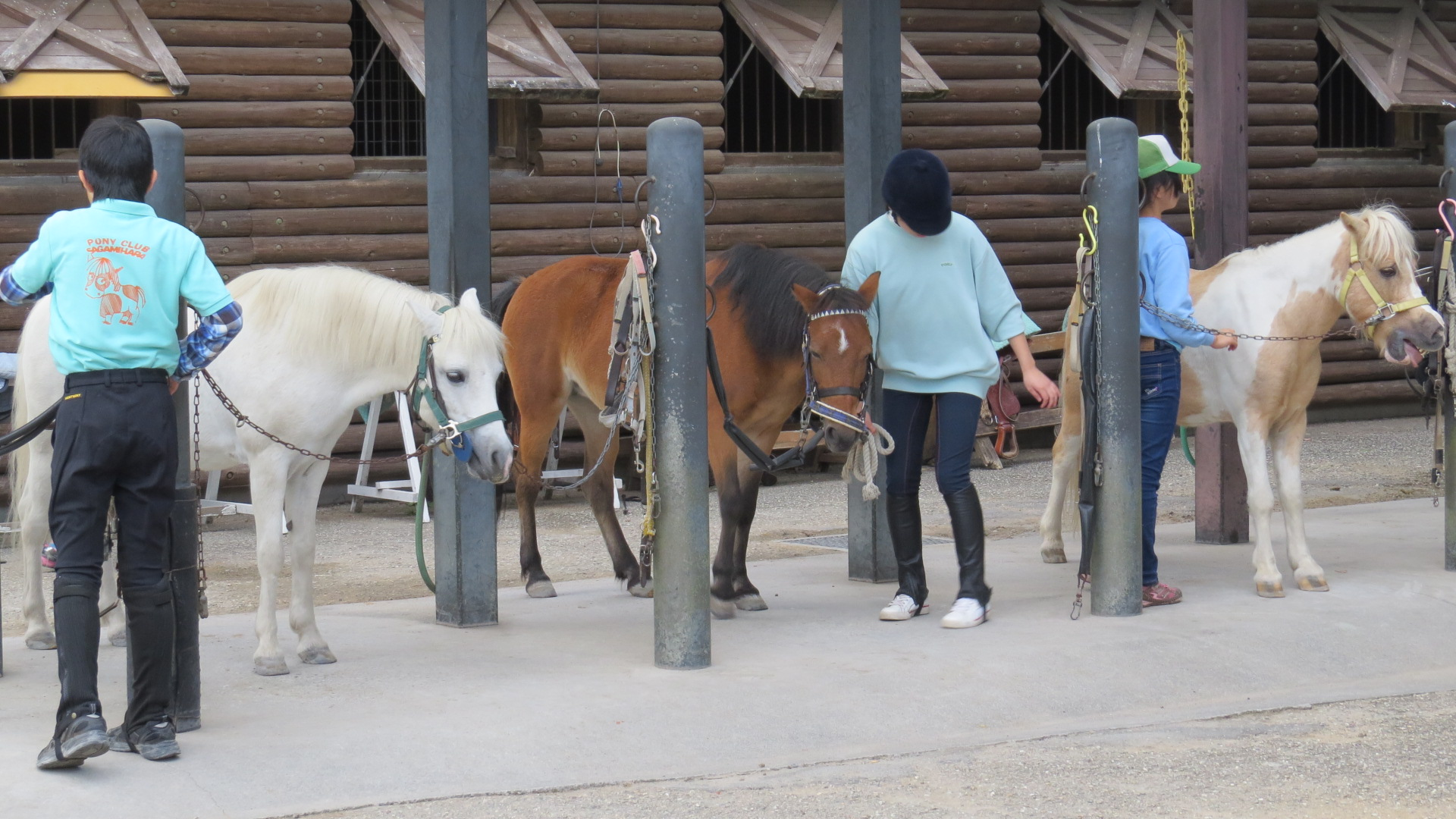
ポニー乗馬だけは有料

## 交通
- 小田急線 相模大野駅北口から女子美術大学行きバス　女子美術大学下車
- 小田急線 相模大野駅北口から上溝行きバス　県立相模原公園前下車
- 小田急線 相武台前駅から横浜線相模原駅南口行きバス　県立相模原公園入口下車
- 相模線 原当麻駅から北里大学病院・北里大学行きまたは相模大野駅北口行きバス　県立相模原公園前下車
- 横浜線 古淵駅から女子美術大学行きバス　女子美術大学下車